# Trattato navale di Washington
Il trattato navale di Washington fu un trattato stipulato dalle cinque principali potenze vincitrici della prima guerra mondiale, mediante il quale esse concordarono di prevenire una corsa agli armamenti limitando le costruzioni navali.
Il trattato limitò il tonnellaggio totale (e quindi il numero) di navi da battaglia, incrociatori da battaglia e portaerei dei firmatari, fermando le nuove costruzioni e disponendo la radiazione di molte vecchie unità. Per tutte le categorie vennero posti limiti sulle caratteristiche delle nuove costruzioni, ma per le unità minori (in particolare incrociatori, cacciatorpediniere e sottomarini) non ci furono limiti quantitativi. Il limite che più avrebbe influenzato le future costruzioni fu il tetto al dislocamento standard degli incrociatori, posto a 10.000 long ton (10.160 t).

## Contesto storico
Al termine della prima guerra mondiale l'Impero britannico disponeva della più grande e potente marina militare, seguita da quella degli Stati Uniti e quindi, più a distanza, dal Giappone. Le tre nazioni erano state alleate durante la prima guerra mondiale, ma si prospettava una corsa agli armamenti fra di loro. Questa fu iniziata dagli Stati Uniti quando l'amministrazione del presidente Woodrow Wilson annunciò i piani per un'espansione della U.S. Navy che prevedeva la costruzione di 50 navi da battaglia moderne nel periodo dal 1916 al 1919.
Il parlamento giapponese rispose autorizzando la costruzione delle navi da battaglia che avrebbero permesso alla Marina imperiale giapponese di raggiungere l'obiettivo del suo programma per una "flotta otto-otto", composta da otto navi da battaglia moderne e otto incrociatori da battaglia. A questo fine il Giappone iniziò la costruzione di quattro navi da battaglia e quattro incrociatori da battaglia, tutti più grandi e potenti delle navi precedenti. Il governo britannico programmò nel 1921 la costruzione di quattro navi da battaglia e quattro incrociatori da battaglia, con altre quattro navi da battaglia che avrebbero dovuto seguire nel 1922.
L'opinione pubblica statunitense era fortemente contraria a questa nuova corsa agli armamenti. Il Congresso degli Stati Uniti disapprovava il piano di espansione navale di Wilson del 1919 e durante la campagna delle elezioni presidenziali del 1920 i politici statunitensi tornarono alla politica isolazionista antecedente la prima guerra mondiale, con poco interesse per una continua espansione navale. Il Regno Unito poteva difficilmente permettersi di riprendere la costruzione di navi da battaglia, dato il costo esorbitante delle costruzioni navali.
Alla fine del 1921 il governo statunitense venne a sapere che quello britannico stava programmando una conferenza per discutere la situazione strategica nel Pacifico e nell'Estremo Oriente. Per prevenire la conferenza e soddisfare la pressione interna per una conferenza globale sul disarmo, l'amministrazione Harding convocò la conferenza navale di Washington nel novembre 1921.

## Il trattato
Fu negoziato nel corso della conferenza navale di Washington tenuta a Washington dal novembre 1921 al febbraio 1922 e firmato dai rappresentanti degli Stati Uniti d'America, Impero britannico, Giappone, Francia e Regno d'Italia a Washington, il 6 febbraio 1922. Il Senato degli Stati Uniti consigliò la sua ratifica il 29 marzo 1922; il presidente degli Stati Uniti lo ratificò il 9 giugno 1923; le ratifiche vennero depositate presso il Governo degli Stati Uniti il 17 agosto 1923 e proclamate il 21 agosto 1923.
I termini del trattato vennero modificati dal trattato navale di Londra del 1930 e dal secondo trattato navale di Londra del 1936. Per la metà degli anni trenta il Giappone e l'Italia non ottemperarono ai trattati, rendendo la limitazione degli armamenti navali una posizione sempre più insostenibile da parte degli altri firmatari. Le costruzioni navali della Germania erano invece controllate dal trattato di Versailles, il trattato di pace che aveva posto fine alla prima guerra mondiale, modificate però dall'accordo navale anglo-tedesco nel 1935.

## Negoziati
La prima sessione plenaria della conferenza fu tenuta il 21 novembre 1921, il segretario di stato Charles Evans Hughes presentò le proposte degli Stati Uniti. Hughes iniziò drammaticamente con la risoluzione: 
(Jones 1981,  p. 119)
L'ambizioso slogan ricevette un sostegno entusiastico da parte dell'opinione pubblica e probabilmente abbreviò la conferenza aiutando ad assicurare l'adozione delle proposte degli Stati Uniti. Successivamente propose quanto segue:
- Una pausa di dieci anni nella costruzione di capital ship (navi e incrociatori da battaglia), inclusa l'immediata sospensione della loro costruzione.
- La rottamazione di quelle esistenti o programmate, in modo tale di dare un rapporto di 5:5:3:1,75:1,75 nel dislocamento tra le flotte, rispettivamente, di Stati Uniti, Regno Unito, Giappone, Francia e Italia.
- Limiti sia sul dislocamento delle capital ship che sul dislocamento di vascelli secondari in rapporto 5:5:3.

### Capital ship

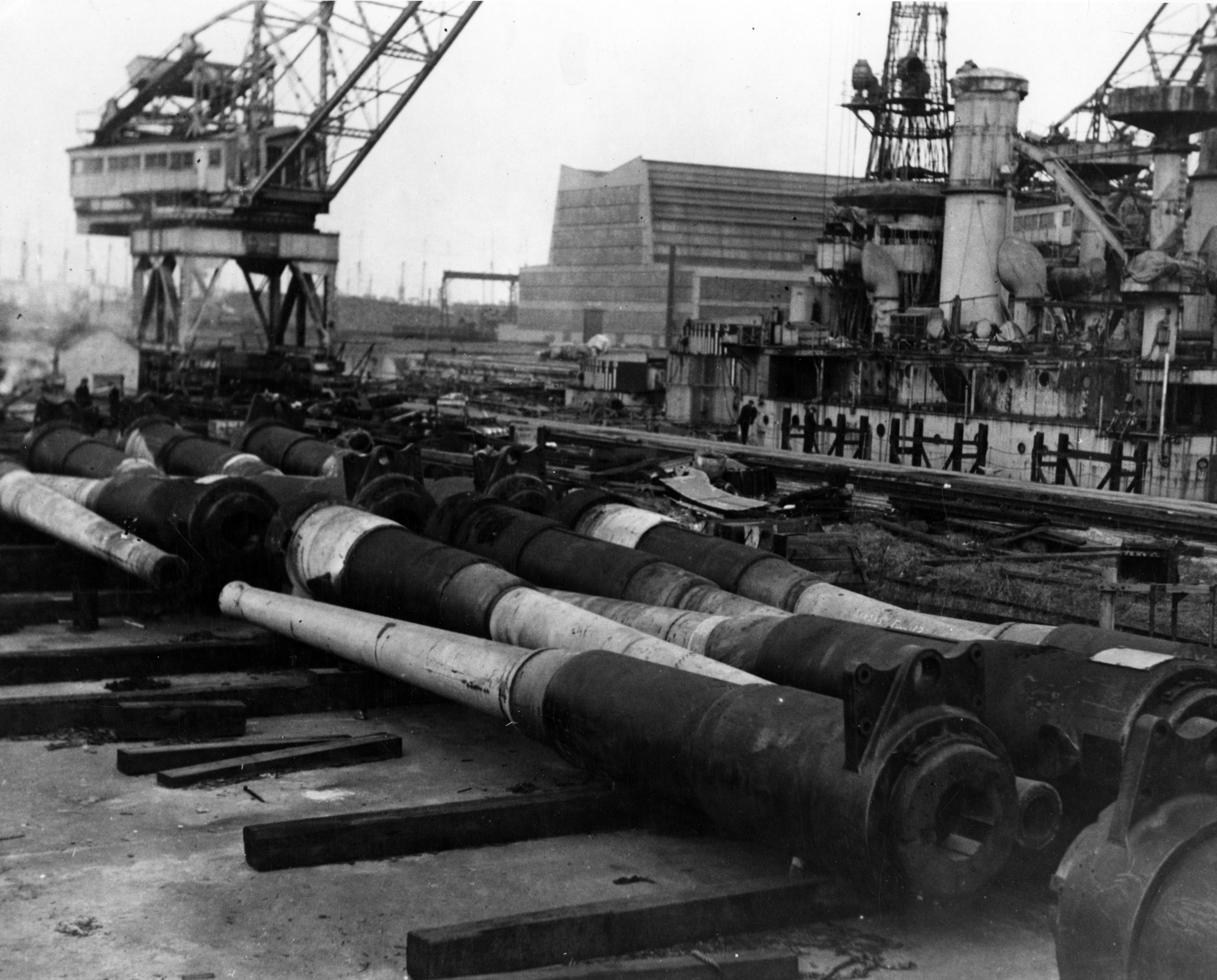
Rottamazione dei cannoni di navi da battaglia nel Philadelphia Naval Shipyard nel dicembre 1923. Sullo sfondo la USS South Carolina in corso di smantellamento

La proposte riguardanti le capital ship furono largamente accettate dalla delegazione britannica, sebbene vi fossero controversie nell'opinione pubblica. Non sarebbe più stato possibile per il Regno Unito mantenere simultaneamente flotte adeguate nel mare del Nord, Mediterraneo ed Estremo Oriente. La Royal Navy ne fu oltraggiata, ma comunque ci furono forti pressioni sul Regno Unito perché accettasse. Il rischio di una guerra con gli Stati Uniti era sempre più considerato come semplicemente teorico, c'erano poche differenze nelle politiche delle due nazioni e in nessuna delle due l'incremento delle spese navali era popolare. Inoltre il Regno Unito stava implementando drastici tagli alle spese a causa della crisi economica causata dalla fine della guerra..
La delegazione giapponese era divisa. La dottrina navale giapponese richiedeva il mantenimento di una flotta pari al 70% di quella degli Stati Uniti, ritenuta il minimo necessario per sconfiggerli in un'ipotetica guerra (i giapponesi teorizzavano due scontri separati, prima contro la flotta del Pacifico, quindi contro la flotta Atlantica e calcolavano che un rapporto 7:5 nella prima battaglia avrebbe lasciato un margine di vittoria sufficiente a vincere il secondo scontro), per cui un rapporto 5:3, pari al 60%, era inaccettabile. Comunque il direttore della delegazione, Katō Tomosaburō, preferì accettare un rapporto del 60% contro la prospettiva di una corsa agli armamenti contro gli Stati Uniti, dato che questa sarebbe stata vinta dagli Stati Uniti, grazie alla loro maggior potenza industriale e avrebbe potuto essere la causa di un crisi economica in Giappone.
Il presidente del Naval Staff College, Katō Kanji, che agiva come consigliere navale alla delegazione e rappresentava l'influente scuola di pensiero della big navy si oppose fortemente alla proposta. Questa scuola di pensiero sosteneva che, in caso di guerra, gli Stati Uniti sarebbero stati capaci di costruire molte più navi da guerra, grazie alla loro potenza industriale e perciò il Giappone doveva essere il più possibile preparato per l'inevitabile conflitto contro gli Stati Uniti. Katō Tomosaburō riuscì infine a convincere l'alto comando giapponese ad accettare le proposte di Hughes, ma i risultati del trattato furono causa di controversie nella marina giapponese negli anni futuri.
La delegazione francese inizialmente rispose infuriata all'idea di ridurre il dislocamento totale delle loro capital ship a 175 000 long ton (177 800 t) e richiese un limite di 350 000 long ton (355 600 t), lievemente superiore a quello del Giappone. Infine le concessioni riguardanti incrociatori e sottomarini convinsero la Francia ad accettare i limiti sulle capital ship.
Vi furono anche molte discussioni riguardanti l'inclusione o esclusione di navi individuali. In particolare la delegazione giapponese era ansiosa di mantenere la loro nuova nave da battaglia Mutsu, che era stata finanziata con donazioni private, incluse quelle provenienti da scolaresche. In conseguenza di ciò fu permesso agli Stati Uniti e al Regno Unito di possedere tre navi post-Jutland: tre Maryland per i primi (demolendo la Washington) ; l'Hood e le due future Nelson per il secondo.

### Incrociatori e cacciatorpediniere
Il segretario Hughes propose di limitare il tonnellaggio globale delle navi secondarie (incrociatori e cacciatorpediniere) nella stessa proporzione delle capital ships. Comunque questo era inaccettabile, sia per i francesi che per i britannici. La controproposta britannica, per cui il Regno Unito avrebbe avuto diritto a 450 000 long ton (457 200 t) di incrociatori in virtù del loro impegno mondiale, ma che gli Stati Uniti e il Giappone avrebbero avuto a disposizione rispettivamente solo 300 000 long ton (304 800 t) e 250 000 long ton (254 000 t), fu ugualmente contestata. Perciò l'idea di limitare il numero o il dislocamento totale degli incrociatori fu rifiutata completamente.
I britannici proposero in alternativa un limite qualitativo sulle future costruzioni di incrociatori. Il limite proposto di un dislocamento di 10 000 long ton (10 160 t) e di un calibro massimo dei cannoni di 8 in fu pensato per permettere al Regno Unito di mantenere la classe Hawkins di incrociatori, al momento in corso di costruzione. Questo coincideva con i requisiti degli Stati Uniti per gli incrociatori destinati a operazioni nel Pacifico e con i piani giapponesi per la classe Furutaka. Così il suggerimento fu adottato con poche discussioni.

### Sottomarini
Una delle principali richieste britanniche durante i negoziati fu l'abolizione completa dei sottomarini. Comunque questo fu impossibile, in particolare per l'opposizione francese, che proposero un limite di 90000 long ton (91440 t) e la conferenza terminò senza accordi o restrizioni sui sottomarini.

### Basi nell'oceano Pacifico
L'articolo XIX del trattato proibì anche al Regno Unito, al Giappone e agli Stati Uniti di costruire fortificazioni o basi navali nell'oceano Pacifico. Questa fu una vittoria significativa per il Giappone, dato che delle basi fortificate statunitensi o britanniche sarebbero state un serio problema per le loro forze nel caso di una guerra futura. Questa clausola del trattato garantì essenzialmente che il Giappone fosse la potenza dominante nel Pacifico occidentale e fu cruciale nell'ottenere l'accettazione giapponese sul limite delle capital ship in costruzione.

## Termini
| Dislocamento totale massimo | Dislocamento totale massimo  | Dislocamento totale massimo  | Dislocamento totale massimo |
| Stati                       | Capital ship                 | Portaerei                    |                             |
| --------------------------- | ---------------------------- | ---------------------------- | --------------------------- |
| Impero Britannico           | 525 000 long ton (533 400 t) | 135 000 long ton (137 200 t) |                             |
| Stati Uniti                 | 525 000 long ton (533 400 t) | 135 000 long ton (137 200 t) |                             |
| Giappone                    | 315 000 long ton (320 100 t) | 81 000 long ton (82 300 t)   |                             |
| Francia                     | 175 000 long ton (177 800 t) | 60 000 long ton (60 960 t)   |                             |
| Italia                      | 175 000 long ton (177 800 t) | 60 000 long ton (60 960 t)   |                             |

I limiti di dislocamento totale, definiti dagli articoli IV e VII, davano un rapporto di forza pari a circa 5:5:3:1.67:1.67 tra Regno Unito, Stati Uniti, Giappone, Italia e Francia. Venne introdotto il concetto di dislocamento standard, definito nel trattato come al netto del carburante e dell'acqua delle caldaie, ma non delle munizioni, perché la Gran Bretagna argomentò che le sue attività globali richiedevano un consumo di carburante maggiore di quello delle altre nazioni e che non avrebbero dovuto essere penalizzate.
Furono imposti i seguenti limiti:
- capital ship (navi e incrociatori da battaglia): il dislocamento standard è limitato a 35 000 long ton (35 560 t) con il divieto di montare cannoni di calibro superiore a 16 pollici (410 mm)[17].
- Portaerei: il dislocamento standard è limitato a 27 000 long ton (27 430 t) con il divieto di installare più di 10 cannoni pesanti, di calibro massimo di 8 pollici (200 mm). Comunque ad ogni nazione firmataria fu concesso di convertire gli scafi di due navi esistenti in portaerei, con un dislocamento massimo di 33 000 long ton (33 530 t) ognuna. (articoli IX e X). Ai fini del trattato una portaerei fu definita come una nave da guerra del dislocamento superiore a 10 000 long ton (10 160 t) costruita esclusivamente per il lancio e l'atterraggio di aerei. Portaerei più leggere di 10 000 long ton (10 160 t) non rientravano nel conteggio del limite di dislocamento[18]. Comunque tutte le portaerei già in servizio o costruzione (cioè la HMS Argus, Furious e Hōshō) furono dichiarate "sperimentali" e non conteggiate (articolo VIII).
- Tutte le altre navi da guerra furono limitate a un dislocamento massimo di 10 000 long ton (10 160 t) con cannoni del calibro massimo di 8 pollici (200 mm)[19].

Il trattato dettaglia nel Capitolo II quali navi individuali potevano essere conservate da ogni marina, incluso il permesso per gli Stati Uniti di completare altre due navi della classe West Virginia e per il Regno Unito di costruire due nuove navi in accordo con i limiti del trattato. Il Capitolo II, parte 2, dettaglia cosa si deve fare per rendere una nave inutilizzabile per l'uso militare, oltre ad affondarla o rottamarla, un numero limitato di navi può essere convertito in navi bersaglio o da addestramento, purché l'armamento, la corazzatura e altre parti essenziali per il combattimento fossero state rimosse; alcune potevano essere convertite in portaerei.
Parte 3, sezione II del trattato specifica le navi da rottamare per soddisfare i termini del trattato e quando le navi rimanenti potevano essere rimpiazzate. Complessivamente gli Stati Uniti dovettero rottamare 30 capital ship esistenti o pianificate, il Regno Unito 23 e il Giappone 17.
Per quanto riguarda le fortificazioni e le basi navali, gli Stati Uniti, l'Impero Britannico e il Giappone convennero di mantenere lo status quo del momento della firma. Nessuna nuova fortificazione o base navale poteva essere stabilita e quelle esistenti e le loro difese non potevano essere migliorate nei territori e possedimenti specificati. In generale le aree specificate permettevano la costruzione sulle coste del terreno principale della nazione, ma non sulle isole più piccole. Per esempio gli Stati Uniti potevano costruire sulle coste delle Hawaii e dell'Alaska, ma non sulle Isole Aleutine. Le varie marine dell'Impero Britannico — che sotto il trattato venivano considerate come un'unica entità — furono trattate similarmente e gli impianti della Royal Australian Navy (che aveva dovuto rinunciare all'incrociatore da battaglia HMAS Australia) e la Royal New Zealand Navy potevano potenziare le basi dei loro rispettivi territori, ma non la base di Hong Kong. Il Giappone poteva costruire sulle isole patrie ma non a Formosa.

## Effetti

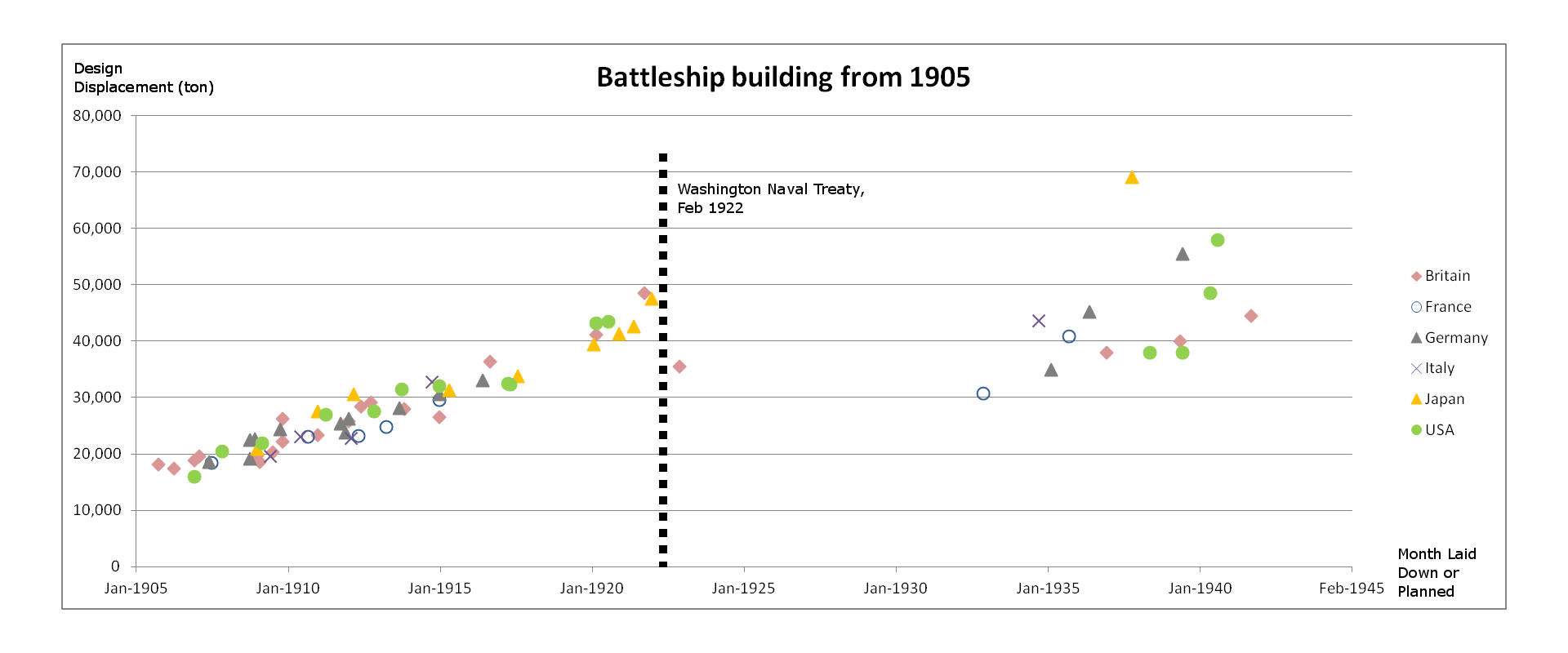
Gli effetti del trattato furono di arrestare la tendenza all'aumento delle dimensioni delle navi di battaglia e di arrestare la costruzione di nuove navi per più di una decade.

Il trattato di Washington segnò la fine di un lungo periodo di aumento delle costruzioni di navi da battaglia. Molte navi in costruzione furono rottamate o convertite in portaerei. I limiti del trattato furono rispettati e quindi estesi dalla conferenza navale di Londra del 1930. Non fu fino a metà degli anni trenta che le marine ricominciarono a costruire navi da battaglia, di potere e dimensioni aumentati. Il secondo trattato navale di Londra del 1936 cercò di estendere la validità del trattato di Washington fino al 1942, ma la non partecipazione del Giappone e dell'Italia l'avrebbe reso inefficace anche senza il precipitare degli eventi bellici.
Gli effetti sulla costruzione di incrociatori furono meno fortunati. Poiché il trattato non limitava il tonnellaggio globale ma imponeva un limite di 10 000 long ton (10 160 t) al dislocamento e di 8 pollici (203 mm) al calibro dei cannoni di un incrociatore, l'effetto fu che queste divennero le dimensioni minime di ogni incrociatore che una marina fosse disposta a costruire. Il trattato diede il via alla corsa alla costruzione di incrociatori da 10000 long ton armati di cannoni da 8 in che furono una nuova causa di preoccupazione. I successivi trattati navali cercarono di risolvere questo problema limitando il dislocamento di incrociatori, cacciatorpediniere e sottomarini.
I termini non ufficiali del trattato inclusero la fine dell'Alleanza anglo-giapponese. La cancellazione di questa alleanza da parte del Regno Unito non era parte ufficiale del trattato di Washington, ma la delegazione statunitense rese chiaro che non avrebbero accettato i termini del trattato a meno che il Regno Unito non terminasse la sua alleanza con i giapponesi.
Per le nuove navi da battaglia, le immediate conseguenze furono
- Gli Stati Uniti rinunciarono alla Washington della classe Colorado, ai 6 classe Lexington e alle classe South Dakota, completando solo tre Colorado. La prossima unità sarebbe stata la North Carolina varata nell'ottobre 1937, dopo un intervallo di quasi 20 anni.
- Il Regno Unito rinunciò alle nuove classi previste di navi da battaglia N3 e incrociatori da battaglia G3 e fu autorizzata a costruire le due classe Nelson.
- Il Giappone completò solo le due classe Nagato del programma 8-8.
- La Francia cancellò la classe Normandie, completando solo la Béarn come portaerei.
- L'Italia cancellò le classe Francesco Caracciolo.

Il blocco sulla costruzione di nuove navi e incrociatori da battaglia fece iniziare molte e importanti modifiche, in alcuni casi vere ricostruzioni, sulle unità esistenti con il risultato che le flotte della seconda guerra mondiale consistevano principalmente di navi impostate prima della prima guerra mondiale.
Tutte le cinque marine svilupparono progetti del nuovo tipo "incrociatore pesante" e li costruirono in molte unità.
Furono fatti diversi esperimenti per costruire nuovi progetti di navi da battaglia entro le limitazioni del trattato. Il bisogno di incrementare la corazzatura e la potenza di fuoco mantenendo il peso entro le limitazioni imposte portarono allo sviluppo di nuovi progetti sperimentali, come la classe Nelson britannica (basata in parte sulle progettate G3) e le classi francesi Dunkerque e e Richelieu.
In generale l'efficacia di una nave è legata a velocità, corazzatura e armamento. Il peso è rilevante alla lunghezza della nave, che permette velocità maggiori. Ogni nazione usò un approcciò differente per aggirare il trattato. Gli USA usarono caldaie migliori per ottenere velocità maggiori in navi più piccole. La Gran Bretagna progettò navi a cui poteva aggiungere corazzatura dopo l'inizio di una guerra e nel caso della Rodney e della Nelson usò "serbatoi di carburante" riempiti d'acqua come corazzatura. L'Italia semplicemente mentì sul tonnellaggio delle sue navi. L'Impero giapponese si ritirò dal trattato nel 1936 e continuò il programma di costruzioni precedentemente iniziato, incluso l'armare con cannoni da 18,1 pollici (460 mm) le corazzate classe Yamato.
Poche nazioni europee erano interessate ad operazioni militari distanti dal proprio territorio e pertanto non c'era molto interesse nella costruzione di portaerei. Germania, Francia e Italia non si preoccuparono di esse fino all'incombere della seconda guerra mondiale, a quel punto tutte iniziarono a costruirne un piccolo numero. Alla Royal Navy, incaricata di operazioni a lungo raggio in tutto il mondo, chiaramente ne occorrevano e quindi ne continuò la costruzione. Tra il 1920 (prima del trattato) e l'inizio della seconda guerra mondiale la Gran Bretagna costruì sei nuove portaerei di varie classi. Gli USA possedevano sei portaerei all'inizio della guerra, escludendo la vecchia CV-1, Langley, dato che era stato convertita in una nave appoggio idrovolanti (AV-3) nel 1936 per permettere il completamento della Wasp. Al termine del trattato gli Stati Uniti impostarono sei nuove portaerei, a partire dalla Hornet (CV-8) (della vecchia classe Yorktown) e dalle nuove portaerei classe Essex. Per conformarsi al trattato il Giappone iniziò a convertire in portaerei i due incrociatori da battaglia Akagi ed Amagi, che erano in fase di costruzione. Il secondo fu irreparabilmente danneggiato dal terremoto del 1923, sicché la nave da battaglia Kaga, essa pure in costruzione, fu convertita al suo posto. Queste conversioni fornirono una grande esperienza che fu di grande aiuto nella costruzione delle future classi di portaerei. All'inizio della guerra, il Giappone possedeva 10 portaerei.
I francesi non furono contenti del trattato. Avevano argomentato che avrebbero dovuto avere una flotta maggiore di quella italiana, dato che la Francia ne doveva mantenere una sia nell'Atlantico che nel Mar Mediterraneo, mentre l'Italia doveva preoccuparsi del solo Mediterraneo. Il trattato ovviamente implicava che la flotta mediterranea italiana sarebbe stata più potente di quella francese. Nonostante ciò la Francia, parzialmente rassicurata dalla sua alleanza con il Regno Unito, firmò il trattato.
Gli effetti del trattato sugli Stati Uniti non avrebbero potuto essere più differenti. Il trattato, accoppiato con l'attacco di Pearl Harbor del 7 dicembre 1941, fu una delle cause principali della conversione della Marina degli Stati Uniti da una flotta basata su navi da battaglia ad una basata su portaerei.
Alla ratifica del trattato gli Stati Uniti si trovarono oltre al limite di navi capitali permesso e dovettero decommissionare o disarmare diversi vecchi vascelli in modo da soddisfarlo. Comunque la sola portaerei della flotta USA prima della firma del trattato era la USS Langley di 11 700 long ton (11 890 t), una carboniera convertita. Non solo le portaerei avevano limitazioni separate, ma come vascello sperimentale la Langley non contava contro le restrizioni di dislocamento. Perciò la Marina USA ebbe via libera nel costruire porterei.
Negli anni venti il Dipartimento della Marina aveva una scarsa opinione del concetto di aviazione navale, nonostante il successo di Billy Mitchell del 1921 di usare un bombardiere dell'esercito per affondare la nave da battaglia tedesca catturata Ostfriesland (o forse proprio a causa di esso). Comunque, per soddisfare il trattato, avrebbe dovuto liberarsi dei due incrociatori da battaglia in corso di costruzione della classe Lexington, la Lexington (CC-1) e la Saratoga (CC-3) (43 500 long ton (44 200 t)). Furono quindi convertiti nelle portaerei Lexington (CV-2) e Saratoga (CV-3)], del dislocamento di 33 000 long ton (33 530 t), sebbene questa scelta fosse stata preferita allo smantellamento solo di stretta misura. Furono comunque armate con otto cannoni da 8 pollici, il massimo concesso dal trattato per portaerei del dislocamento maggiore di 27 000 long ton (27 430 t). Furono inoltre sottoposte a miracoli di "contabilità creativa" nel calcolo del loro dislocamento, che era più vicino alle 40 000 long ton (40 640 t) al momento dell'entrata in servizio. Una piccola assicurazione nel caso che si fossero rivelati un fallimento come portaerei.
Nel 1931 gli Stati Uniti erano ancora sotto al limite sulle portaerei imposto dal trattato. La USS Ranger (CV-4) di 14 500 long ton (14 730 t) fu la prima porterei USA ad essere progettata come tale — nessun'altra classe di navi capitali poteva essere costruita — quindi la Marina iniziò a incorporare le lezioni delle prime quattro portaerei nel progetto di altre due. Nel 1933, il Congresso passò il pacchetto legislativo del New Deal, proposto da Franklin Roosevelt, che includeva quasi 40 milioni di dollari per due nuove portaerei: la Yorktown (CV-5) (19 800 long ton (20 120 t)) e la Enterprise (CV-6) (19 800 long ton (20 120 t)). Ancora limitati dal vincolo di 135 000 long ton (137 200 t), fu iniziata la costruzione della chiglia dell'ultima portaerei USA antecedente la guerra, la Wasp (CV-7) (14 700 long ton (14 940 t)), il 1º aprile 1936. La flotta di portaerei americana ora totalizzava 135 000 long ton (137 200 t)) e rimase a questo livello fino a che il trattato non venne terminato dal Giappone nel 1936.

## Denuncia giapponese

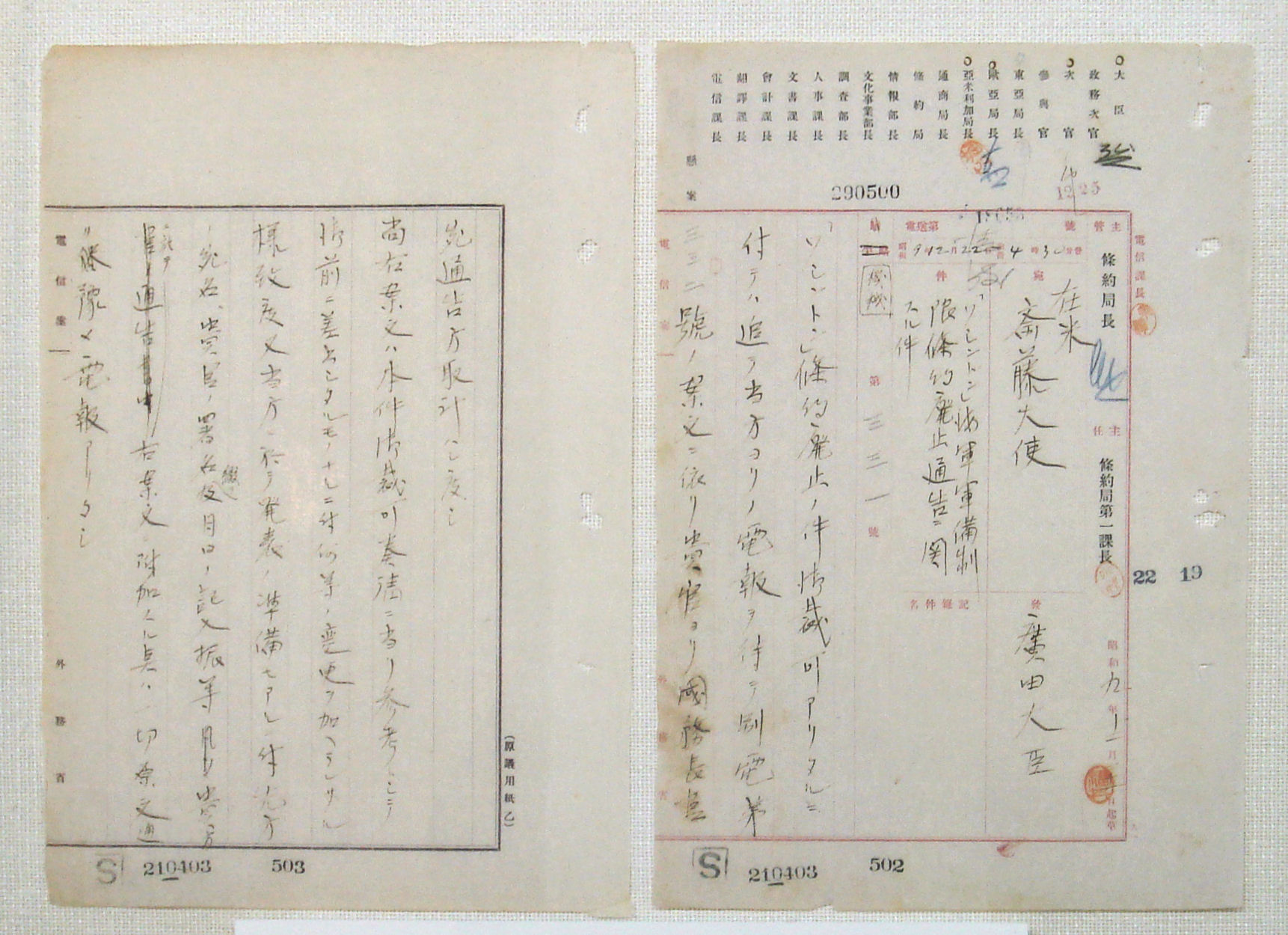
Denuncia giapponese del trattato navale di Washington, 29 dicembre 1934

Il trattato navale ebbe un profondo effetto sui giapponesi. Grazie alla superiore potenza industriale statunitense o britannica, una lunga guerra sarebbe probabilmente terminata in una sconfitta giapponese. Perciò ottenere la parità sul livello strategico non era economicamente possibile.
Molti giapponesi consideravano il rapporto 5:5:3 della potenza marina un'altra maniera di essere snobbati dall'Occidente. Ciò contribuì ad alimentare discussioni negli alti ranghi dalla marina giapponese, tra gli ufficiali della "fazione del trattato" e quelli che si opponevano ad essa, che erano anche alleati con gli ultranazionalisti dell'esercito giapponese e di altre parti del governo giapponese. Per gli oppositori del trattato, questo era uno dei fattori che contribuì al deterioramento delle relazioni tra i governi degli Stati Uniti e del Giappone. L'ingiustizia percepita fu la causa della non partecipazione al Secondo trattato navale di Londra nel 1936. Isoroku Yamamoto, che più tardi progettò l'attacco di Pearl Harbor, sostenne che il Giappone avrebbe dovuto rimanere nel trattato e fu pertanto considerato da molti come un membro della fazione del trattato. La sua opinione era comunque più complessa, poiché durante il suo servizio presso l'ambasciata giapponese aveva avuto modo di visitare molte fabbriche, ed era convinto che gli Stati Uniti avrebbero potuto sorpassare la produzione industriale giapponese di un fattore molto maggiore del rapporto 5:3. Pensava che per equilibrare le probabilità del Giappone servissero metodi diversi, il che può aver contribuito al suo sostegno di un piano per l'attacco di Pearl Harbor. Comunque mancava di una sufficiente influenza presso il quartier generale della Marina o presso il governo.
Il 29 dicembre 1934 il governo giapponese comunicò formalmente che intendeva ritirarsi dal trattato. Le sue clausole rimasero in vigore fino alla fine del 1936 e non furono rinnovate. Il Giappone in effetti ignorò il trattato nel 1936.

## Influenza della crittoanalisi sul trattato
La Black Chamber (il servizio crittoanalitico dei servizi segreti statunitensi), al comando di Herbert Yardley, spiò le comunicazioni delle delegazioni con i loro governi. In particolare i codici giapponesi furono completamente penetrati e gli statunitensi furono in grado di conoscere quale sarebbe stato l'accordo minimo che la delegazione giapponese avrebbe accettato, invece di rifiutare la firma del trattato.